# 그리포케라톱스
그리포케라톱스(Gryphoceratops)는 캐나다 남부 앨버타 주의 백악기 후기 지층에서 발견되는 멸종한 렙토케라톱스과 각룡류 공룡의 한 속이다.

## 발견
그리포케라톱스는 완모식표본 ROM 56635 인 오른쪽 하악골 일부분만이 알려져 있다. 완모식표본은 공룡 공원 (Dinosaur Provincial Park)의 북서쪽에 위치한 백악기 후기, 생통주절 후기 약 8350만년 전에 해당하는 밀크리버 층의 55 번 뼈지층에서 발견되었다. 따라서 그리포케라톱스는 가장 오래된 렙토케라톱스과 공룡이 된다. 하지만 분지학적 분석에 의하면 렙토케라톱스과 공룡 중 가장 많이 분화된 공룡 중 하나로 보인다. 또 북아메리카에서 알려진 각룡들 중 성체로는 가장 작은 화석인 것으로 보인다.

## 어원
그리포케라톱스는 마이클 라이언, 데이비드 에반스, 필립 커리, 칼렙 브라운, 그리고 돈 브링크만이 2012년에 명명했으며 모식종은 그리포케라톱스 모리소니 (Gryphoceratops morrisoni)이다.